# Lijst van malware
Deze lijst van malware bevat alle schadelijke software die reeds beschreven werd op Wikipedia.

## Bootsectorvirus
De volgende bootsectorvirussen werden reeds beschreven:
- Kampanavirus

## Computervirus
Computervirussen zijn malware die zichzelf verspreiden via andere bestanden. De volgende computervirussen werden reeds beschreven:
- Remote Shell Trojan
- Sasser
- SmitFraud
- Flame

## Computerworm
Computerwormen zijn malware die zichzelf verspreiden. Volgende computerwormen werden reeds beschreven:
- Anna Kournikova
- Conficker
- ILOVEYOU
- Morris-worm
- Mydoom
- Stuxnet

## Macrovirus
Volgende macrovirussen werden reeds beschreven:
- Melissa

## Tijdbomvirus
Volgende tijdbomvirussen werden reeds beschreven:
- Logic bomb
- Michelangelovirus

## Trojaans paard
Volgende Trojaanse paarden werden reeds beschreven:
- AIDS
- ProRat
- Vundo

## Algemene artikelen
- Antivirussoftware
- Dialer
- Hoax
- Rootkit
- Phishing